# Magnolia morii
Espèce
Statut de conservation UICN

 EN B1ab(iii) : En danger
Magnolia morii est une espèce de plantes à fleurs de la famille des Magnoliacées. C'est un arbre endémique du Panamá.

## Description
C'est un arbre.